# Абу Убайд аль-Сакафи
Абу Убайд ибн Масуд ибн Амр ибн Умайр ибн Ауф ибн Укда ибн Гайра ибн Ауф ибн Сакиф аль-Сакафи (араб. أبو عبيد بن مسعود بن عمرو بن عمير بن عوف بن عقدة بن غيرة بن عوف بن ثقيف الثقفي‎, или просто Абу Убайд араб. أبو عبيد‎) — сподвижник исламского пророка Мухаммеда, арабский мусульманский командующий в армии Праведного халифата. Он был родом из Таифа в западной Аравии, и принадлежал к племени Бану Сакиф.

## Биография
Аль-Мутанна, командующий армией Праведного халифата в аль-Хире, попросил Абу Бакра, а позднее халифа Умара ибн аль-Хаттаба, подкреплений против сасанидов в Месопотамии, которые сопротивлялись его войску. Умар выбрал Абу Убайду, который вызвался первым, хотя он не был среди мухаджиров или ансаров (сподвижник исламского пророка Мухаммеда), и отправил его. Абу Убайд собрал отряд из 1000 человек из своего племени Бану Сакиф и увеличил свою армию по пути на север. Он принял командование от аль-Мутанны во второй раз, став командующим войсками в регионе аль-Хира. Объединенные арабские силы проводили набеги на равнины между аль-Хирой и Ктесифоном (Савад). Командующий сасанидской армией Рустам Фаррохзад отправил армию под командованием Бахмана Джадуйе, чтобы атаковать их. В битве на берегу реки Евфрат около Вавилона, известной как Битва у моста, белый боевой слон сорвал Абу Убайду с коня хоботом и растоптал его ногами. Арабские войска запаниковали и были разбиты. Его брат аль-Хакам и его сын Джабр также были убиты.
Абу Убайд был отцом революционного лидера аль-Мухтара ас-Сакафи, который восстал против Омейядов, чтобы отомстить за битву при Кербеле во время Второй Фитны. Сафия, жена Абдуллаха ибн Умара, была одной из его дочерей:305. Джария, другая его дочь, была замужем за Умаром ибн Саадом.